# 渡邊直子
渡邊 直子（わたなべ なおこ、1981年10月27日 - ）は、日本の登山家。日本人としては竹内洋岳、石川直樹に次いで3番目、日本人女性としては初めて8000メートル峰14座全てに登頂した。また女性としては史上初めてマナスルに4回登頂した。

## 来歴
1981年10月27日、福岡県大野城市に生まれる。家族の影響を受けて3歳から登山を始める。10歳のときに冬の登山を経験する。12歳のときに日本人とパキスタン人の子供達とパキスタンの雪山4700mを登り、フジテレビのニュースJAPANで放送された。
大野城市立大利小学校、大野城市立大利中学校を経て、2000年福岡県立春日高等学校卒業。2003年韓国・済州大学校交換留学。2004年長崎大学水産学部水産学科卒業。2009年日本赤十字豊田看護大学看護学部看護学科卒業。看護師のかたわら登山を行う。

## 登山歴
- 日本人女性初8000m峰14座登頂
- 日本人女性初世界トップ3座（エベレスト、K2、カンチェンジュンガ）登頂
- 日本人女性初1年以内8000m峰3座登頂
- 日本人女性初カンチェンジュンガ登頂
- 日本人女性初アンナプルナⅠ峰登頂
- 8000m峰27回登山[6]
- 2000年 - マルディヒマール登頂。世界最年少記録(19歳)。
- 2002年 - アイランドピーク登頂。
- 2006年 - チョオユー登頂。
- 2008年 - メラピーク登頂。
- 2011年 - エベレスト8700mにて断念。
- 2013年 - エベレスト登頂。
- 2014年 - マカルー登頂。日本人女性2人目記録。
- 2015年 - アンナプルナI峰7900mにて断念。
- 2016年 - アンナプルナI峰7500mにて断念。
- 2016年 - マナスル登頂。
- 2017年 - カンチェンジュンガ8150mにて断念。
- 2017年 - ナンガパルバット7300mにて断念。
- 2018年 - カンチェンジュンガ8300mにて断念。
- 2018年 - K2登頂。日本人女性2人目。
- 2019年 - アンナプルナI峰登頂。日本人女性初。
- 2019年 - カンチェンジュンガ登頂。日本人女性初。
- 2019年 - マナスル登頂(2回目)
- 2019年 -ダウラギリ7200mで断念。
- 2021年 春- ダウラギリ6500mで断念。
- 2021年-ローツェ5935mで断念。
- 2021年秋 - ダウラギリ登頂。
- 2022年5月13日-ローツェ登頂。
- 2022年7月2日-ナンガ・パルバット登頂。
- 2022年7月21日-ガッシャーブルムII峰登頂。
- 2022年7月27日-ブロード・ピーク登頂。
- 2022年8月12日-ガッシャーブルムI峰登頂。
- 2022年マナスル再登頂。登頂位置変更のため、メインピーク登頂。
- 2023年5月14日-マカルー二度目登頂。
- 2023年K2二度目の登頂。
- 2024年7月28日-K2三度目の登頂。
- 2024年10月9日-シシャパンマ登頂。日本人女性初の8000メートル峰14座全てに登頂する。

## 補足
8000メートル峰を14座全てに登頂成功したのは日本人女性初の記録である。また、8000メートル峰を1シーズンで3座登頂成功したこと、世界の最高峰である3座（エベレスト、K2、カンチェンジュンガ）を登頂成功したのは日本人女性初の記録である。